# Vasco de la Zarza
Vasco de la Zarza (Siglo xv-Ávila, 1524) fue un escultor renacentista castellano. Su actividad está documentada entre 1508 y 1524, y trabajó sobre todo para la Catedral de Ávila y conventos de la misma ciudad, aunque realizó también obras en Ampudia, Cuéllar, Olmedo y Toledo.

## Biografía
Parece ser que nació en Toledo, aunque otros le han considerado de origen portugués. Es mencionado por primera vez en 1499, cuando se le encarga la talla del sagrario del retablo mayor de la Catedral de Ávila, que cobra en 1508. Su obra presenta influencias de Domenico Fancelli. Se cree que pudo haber realizado un viaje a Italia en su juventud, lo que le habría posibilitado entrar en contacto con el arte renacentista italiano.

## Obra escultórica

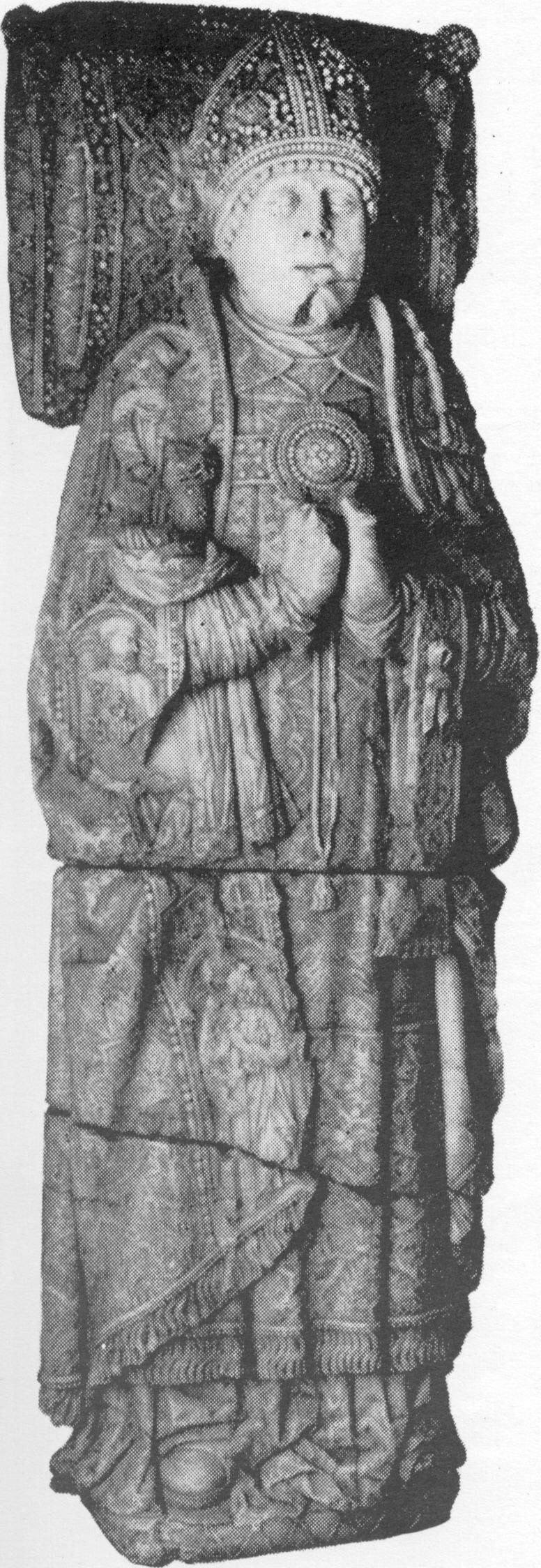
Estatua yacente de Gutierre de la Cueva para el monasterio de San Francisco de Cuéllar. Actualmente en la Hispanic Society of América (Nueva York).

### En Ávila

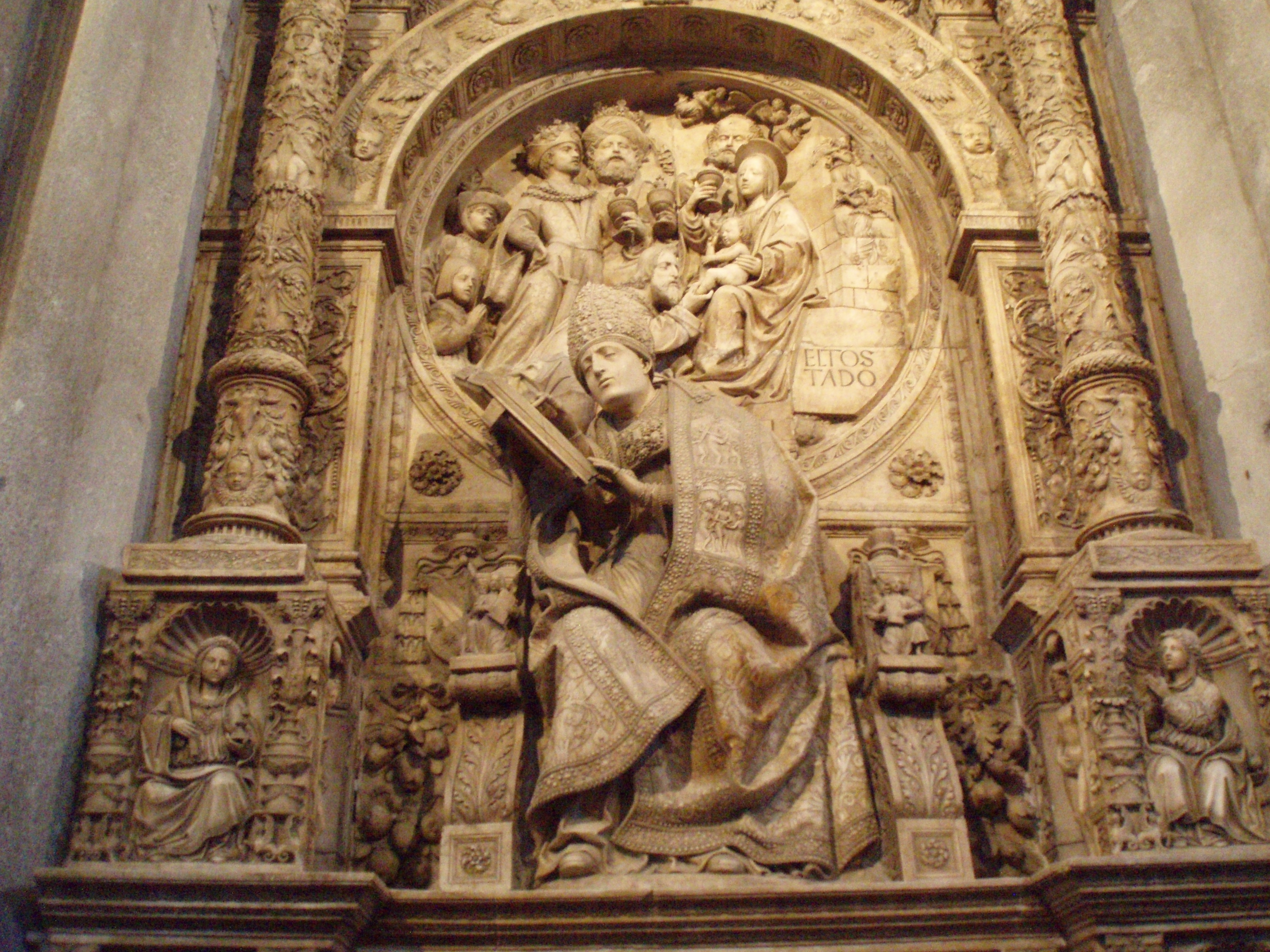
Sepulcro de Alonso Fernández de Madrigal, Ávila.

Su obra más importante es el trasaltar con el sepulcro de Alonso Fernández de Madrigal (1518) realizado en alabastro. Alonso de Madrigal, destacado humanista, es representado en actitud de escribir sobre un atril. En la base del conjunto escultórico se representan las virtudes y encima, en un relieve circular de gran tamaño, la Adoración de los Reyes. Más arriba, en el friso, se muestra la cabalgata de los Reyes Magos y, rematando la composición, la Natividad. En los cuatro paños laterales, ricamente ornamentados y encuadrados por sencillas portadas, aparecen los cuatro evangelistas en actitud de escribir; encima hay tondos con representaciones de santos y, sobre ellos, varias escenas de la vida de Cristo.
Vasco de la Zarza intervino también en la portada de la librería de la catedral, y en la decoración del baptisterio, en el que se representa el bautismo de Cristo, con motivos heráldicos, así como de otras obras de menor importancia. 
- Sepulcro de María de Ávila en el coro del convento de «Las Gordillas».
- Sepulcro de Juan Dávila y su mujer en la iglesia del  Real monasterio de Santo Tomás.
- Su última obra documentada en Ávila, en 1522, es el sagrario del altar mayor, esculpido en alabastro, con escenas de la Pasión.
- Se le atribuyen también el sepulcro de Hernán Núñez de Arnalte, tesorero de los Reyes Católicos, en Santo Tomás de Ávila y otras muchas obras en Ávila y otras localidades cercanas.

### En la provincia de Segovia
Los sepulcros de Beltrán de la Cueva, primer duque de Alburquerque, el de sus tres esposas y el de su hermano Gutierre de la Cueva, obispo de Palencia y conde de Pernía en la iglesia del monasterio de San Francisco de Cuéllar. Fueron realizados en alabastro, ya estaban concluidos en 1524 y están considerados como una de las mejores obras del autor. La mayor parte del conjunto se conserva en la actualidad en la Sociedad Hispánica de América de Nueva York, quien presume de poseer uno de los ejemplos más bellos de la escultura renacentista española que se conservan en Estados Unidos.

### En Toledo
En la catedral de Toledo esculpió en 1515 los sepulcros de Alonso Carrillo de Albornoz y de Íñigo López Carrillo de Mendoza, en la capilla de San Ildefonso.

### En la provincia de Valladolid
Con Alonso Berruguete realizó en 1523 el retablo de la capilla mayor del monasterio de La Mejorada de Olmedo.